# Arthur Ponsonby, Primeiro Barão Ponsonby de Shulbrede

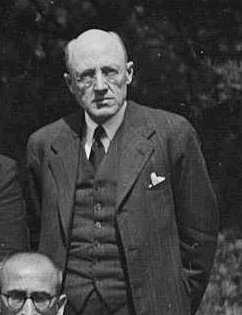

Arthur Augustus William Harry Ponsonby, Primeiro Barão Ponsonby de Shulbrede (16 fevereiro 1871 - 23 março 1946) foi um político britânico, um escritor, e uma activista social. Era o terceiro filho do senhor Henry Ponsonby, Secretário confidencial da Rainha Victoria, e o grande-neto de Frederick Ponsonby, Terceiro Conde de Bessborough. Frederick Edward Ponsonby cinzento, Primeiro Barão Sysonby, era seu irmão mais velho.
O senhor Ponsonby é recordado provavelmente mais por sua declaração: “Quando a guerra é declarada, a verdade é a primeira víctima”, que fez em seu livro Falsehood in Wartime: Propaganda Lies of the First World War (1928) (A mentira em tempo de guerra: As mentiras da propaganda da I Guerra Mundial (1928). Nesta obra desmascara os 10 mandamentos da propaganda de guerra que usarão (e serão usados em todo conflito) os beligerantes da I Guerra Mundial. Entretanto, uma outra linha de pensamento semelhante havia sido desenvolvida anteriormente em 1917 nos Estados Unidos pelo Senador republicano Hiram Johnson.
Obteve seus estudos nos prestigíados Colégios de Eton e Balliol College, Oxford, e iniciou sua carreira diplomática, assumindo o cargo na Constantinopla e em Copenhague.